# Мистецька освіта
Мистецька освіта — процес навчання, (само)виховання особистості засобами різноманітих видів мистецтв (образотворчого мистецтва, архітектури, дизайну, музики тощо); це також мережа закладів освіти, які здійснюють підготовку фахівців із різних видів мистецтв та закладів загального художньо-естетичного виховання; комплекс дисциплін художньо-естетичного профілю.
У науковий обіг термін «мистецька освіта» ввела О. Рудницька. Цей тип освіти розрізняють за змістом (архітектурна освіта, кіноосвіта, музична освіта, театральна освіта, хореографічна освіта, художня освіта) та метою (загальна, професійна або спеціальна). В основі мистецької освіти — художня творчість: творення, продукування й освоєння мистецьких образів.
Мистецька освіта може бути зосереджена на створенні учнями мистецтва, на навчанні критикувати чи оцінювати мистецтво, або на поєднанні цих процесів.